# Ivars d'Urgell
Ivars d'Urgell est une commune de la province de Lérida, en Catalogne, en Espagne, de la comarque de Pla d'Urgell